# Aeroportul Muskegon County
Aeroportul Muskegon County (IATA: MKG, ICAO: KMKG, FAA LID: MKG) este un aeroport din Michigan, Statele Unite ale Americii ce deservește zona Muskegon. Aeroportul a fost tranzitat în 2019 de 39.456 de pasageri. A fost numit după zona deservită.
Situat la o altitudine de 191 m, aeroportul dispune de 2 piste.

## Infrastructură

### Piste
Aeroportul dispune de 2 piste. Pista 06/24 are suprafața de asfalt și dimensiunile 6.501 picioare × 150 picioare. Pista 14/32 are suprafața de asfalt și dimensiunile 6.100 picioare × 150 picioare. 